# Неоплатоники

## II—IIIвв

### Римская школа
- Амелий (ученик Плотина с 246)
- Аммоний Саккас (175—242)
- Плотин (204/205—269/270; ученик Аммония Саккаса с 231/232)
- Порфирий (232/233 — 304/306; ученик Плотина с 262/263)

## III—IVвв

### Сирийская школа
- Дексипп (ученик Ямвлиха)
- Сопатр Апамейский (ученик Ямвлиха)
- Теодор Асинский (275—360; ученик Порфирия, Ямвлиха)
- Ямвлих (245/280—325/330; ученик Порфирия)

### Пергамская школа
- Евсевий Миндский (ученик Эдесия, Максима Эфесского)
- Евстафий Каппадокийский (ученик Ямвлиха, Эдесия)
- Евфразий (ученик Ямвлиха, Эдесия)
- Максим Эфесский († 377/378; ученик Эдесия)
- Приск (ученик Эдесия)
- Саллюстий (ученик Ямвлиха)
- Юлиан Отступник (331/332—363; ученик Эдесия, Максима Эфесского, Евсевия Миндского)
- Хрисанфий (ученик Эдесия)
- Эдесий († 355; ученик Ямвлиха)

## IV—VIвв

### Афинская школа
- Гегий (Эгий) (конец V - начало VI вв., ученик Прокла Диадоха)
- Гиерокл Александрийский (ученик Плутарха Афинского)
- Дамаский (458/462 — после 538; ученик Марина Неаполитанского)
- Домнин (ок. 420 — ок. 480; ученик Сириана Александрийского)
- Исидор Александрийский (ученик Марина Неаполитанского)
- Марин Неаполитанский (ок. 450 — ок. 495; ученик Прокла Диадоха)
- Плутарх Афинский († 431/432)
- Прискиан Лидийский (ученик Дамаския)
- Прокл Диадох (412—485; ученик Плутарха Александрийского)
- Симпликий (490—560; ученик Дамаския)
- Сириан Александрийский (ученик Плутарха Александрийского)

### Александрийская школа
- Аммоний, сын Гермия (440—520; ученик Прокла Диадоха)
- Асклепий Тралльский († 560/570; ученик Аммония Гермия)
- Гелиодор Александрийский (ученик Прокла Диадоха)
- Гермий Александрийский (410—450; ученик Сириана Александрийского)
- Гипатия (370—415)
- Давид Анахт
- Иоанн Филопон
- Немезий (род. ок. 390)
- Олимпиодор Младший (495—570; ученик Аммония Гермия)
- Синезий Киренский (370/375—413/414; ученик Гипатии)
- Стефан Византийский (527—565)
- Эдесия
- Элий Александрийский (VI век), ученик Олимпиодора Младшего